# Aubyn Trevor-Battye
 (septembre 2022).
Aubyn Trevor-Battye, né le 17 juillet 1855 et mort en décembre 1922, est un voyageur, naturaliste et écrivain britannique.

## Biographie
Il est né à Hever, Kent, où son père, le révérend William Wilberforce Battye, était recteur. Sa mère était la fille d'Edmund Wakefield Meade-Waldo, résident de Hever Castle. Le révérend W.W. Battye était un descendant de Sir John Trevor (1626-1672) et hérita des domaines de Trevor en 1883. À sa mort en 1890, sa famille survivante prit les armes héraldiques de Trevor et le nom de famille Trevor-Battye.
Après avoir obtenu son diplôme de Christ Church, Oxford, en 1887, Aubyn Trevor-Battye a beaucoup voyagé en Amérique du Nord et en Europe, étudiant l'ornithologie, le tir au gibier et la pêche. En 1894, il fit une expédition sur l'île russe de Kolguyev dans la mer de Barents pour étudier son histoire naturelle, en particulier les oiseaux, et la topographie (Trevor-Battye 1895). Lui et son assistant ont dû faire un long retour imprévu à travers le nord de la Russie à la fin de l'hiver, une aventure qui a fait connaître Trevor-Battye à son retour en Grande-Bretagne (Trevor-Battye 1898). Il a ensuite été invité à rejoindre l'expédition de William Martin Conway au Spitzberg en 1896, en tant que zoologiste.
Au cours d'une période consacrée à l'écriture et à l'édition, durant laquelle il dirige le magazine The Artist, il épouse Margaret Amy Graham le 1er mai 1901. Il reprend ensuite ses voyages et ses études d'histoire naturelle. Il a beaucoup voyagé en Europe, souvent lors d'expéditions de collecte ou de visites de jardins zoologiques. Il fit deux séjours en Afrique australe (1905 et 1910), et explora la Crète en 1908 et une seconde fois, probablement en 1909 (Trevor-Battye 1913). En 1914, il voyagea en Inde, au Népal et au Sikkim en compagnie de Henry John Elwes.
Après la Première Guerre mondiale, il reprend l'écriture et l'édition, mais en raison de la détérioration de sa santé, il s'installe aux îles Canaries. Il y mourut, à Las Palmas, le 19 ou 20 décembre 1922, âgé de 67 ans.